# Ernst Gotthelf Gersdorf

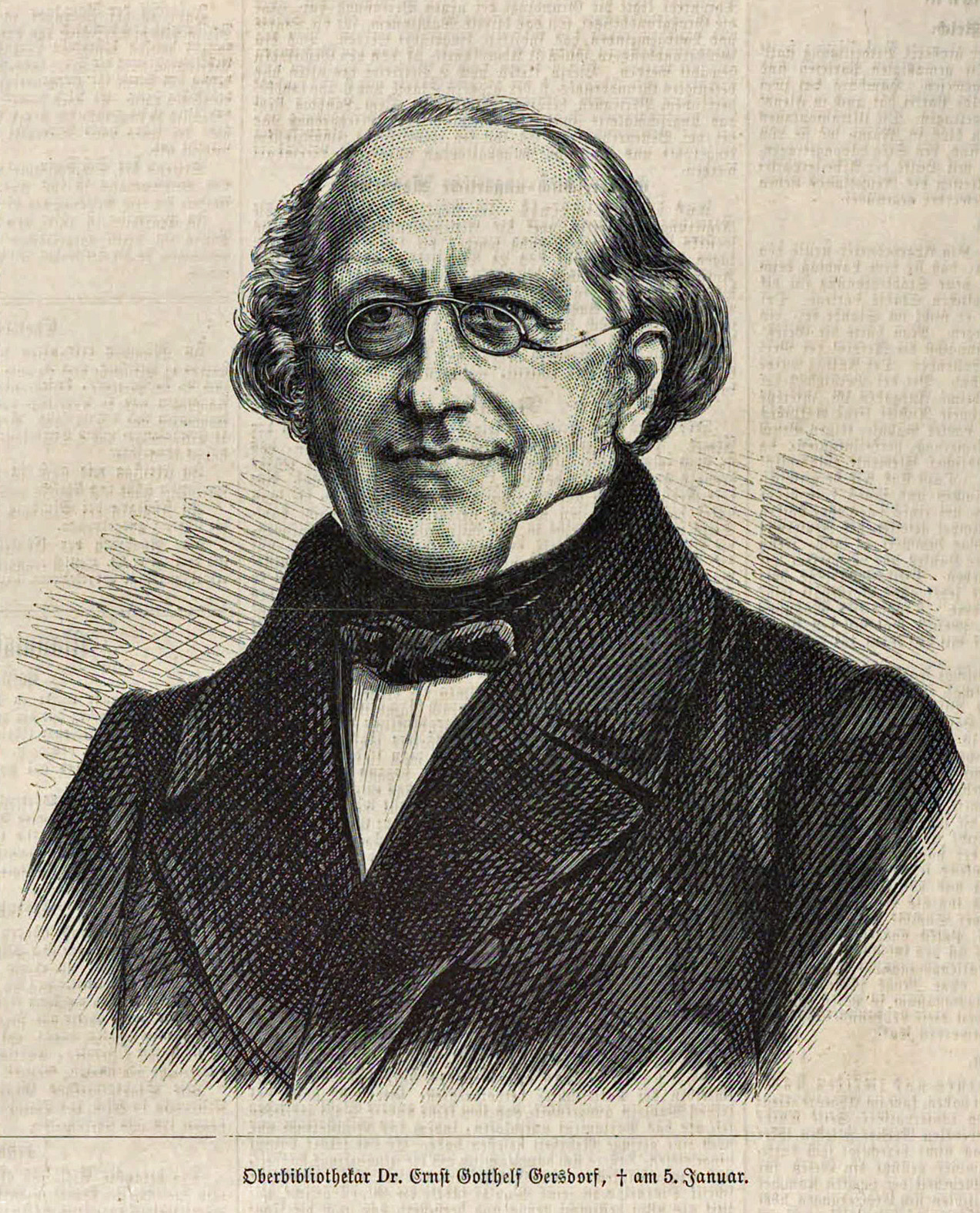
Ernst Gotthelf Gersdorf, 1874

Ernst Gotthelf Gersdorf (auch Ernst Gotthelf von Gersdorf, auch Karl Gotthelf und Karl Gotthelf Gersdorf) (* 2. November 1804 in Tautendorf; † 5. Januar 1874 in Leipzig) war ein deutscher Bibliothekar und Historiker.

## Leben
Ernst Gotthelf Gersdorf war der älteste Sohn des evangelischen Geistlichen Christoph Gotthelf Gersdorf (1763–1834), der geistlicher Inspektor und Oberpfarrer in Tautendorf und Lokaladjunkt in Monstab bei Altenburg war. Ernst Gotthelf Gersdorf absolvierte das Friedrichgymnasium in Altenburg. 1820 immatrikulierte er sich an der Universität Leipzig, um Theologie und Philosophie zu studieren.
Ab 1826 arbeitete er als Sekretär an der Königlich Öffentlichen Bibliothek in Dresden unter der Leitung von Friedrich Adolph Ebert. 1833 wurde ihm als Nachfolger des Philologen Christian Daniel Beck die Oberleitung der Universitätsbibliothek in Leipzig übertragen. Er wurde damit der erste hauptamtliche Bibliothekar an Deutschlands (damals) drittgrößter Bibliothek. Er war maßgeblich an der Aufklärung des Handschriftendiebstahls durch Wilhelm Bruno Lindner beteiligt.
Gersdorf gab zahlreiche Werke zur sächsischen Geschichte heraus, darunter die Urkundenedition Codex diplomaticus Saxoniae regiae.
Des Weiteren war Gersdorf Mitglied in zahlreichen wissenschaftlichen und literarischen Vereinigungen, wie z.,B. der Philosophisch-Historischen Classe der Königlich Sächsischen Gesellschaft der Wissenschaften" zu Leipzig. 1837 wurde er Ehrendoktor der Universität Leipzig. Gersdorfs literarisches Pseudonym war Woldemar Egg.

## Schriften (Auswahl)
- Bibliotheca Patrum ecclesiasticorum Latinorum selecta. Leipzig 1838–1847.
- Clemens <Papa, I.>: Recognitiones. Leipzig 1838.
- Repertorium der gesammten deutschen Literatur. Leipzig. Bd. 1 (1834) – Bd. 34 (1842).
  - Fortsetzung: Leipziger Repertorium der deutschen und ausländischen Literatur. Leipzig. Bd. 1 (1843) – Bd. 72 (1860).
- Chronicon terrae Misnensis seu Buchense. Leipzig 1839.
- Zur Territorialgeschichte des Herzogthums Sachsen-Altenburg. Leipzig 1854.
- Stadtbuch von Leipzig vom Jahre 1359. Leipzig 1856.
- Die Urkundensammlung der Deutschen Gesellschaft. Leipzig 1856.
- Urkundenbuch des Hochstifts Meissen. 3 Bände. Leipzig 1864–1867. (Bestandteil der Reihe Codex diplomaticus Saxoniae regiae).
- Beitrag zur Geschichte der Universität Leipzig. Leipzig 1869.
- Urkundenbuch der Stadt Meissen und ihrer Klöster. Leipzig 1873.
- Codex diplomaticus Saxoniae regiae. Leipzig 1882 ff.